# Rhinosimus lepidulus
Rhinosimus lepidulus es una especie de coleóptero de la familia Salpingidae.

## Distribución geográfica
Habita en Nueva Zelanda.